# Костянтин Васильєв
Костянтин Васильєв (ест. Konstantin Vassiljev, нар. 16 серпня 1984, Таллінн) — естонський футболіст, півзахисник збірної Естонії та польської «Ягеллонії».

## Клубна кар'єра
Дорослу кар'єру гравця розпочинав у клубах «Еммасте» та «Таллінн JK».
Своєю грою за привернув увагу представників тренерського штабу клубу «Левадія», до складу якого приєднався 2003 року. Відіграв за талліннський клуб наступні чотири сезони своєї ігрової кар'єри. Більшість часу, проведеного у складі таллінської «Левадії», був основним гравцем команди. У складі таллінської «Левадії» був одним з головних бомбардирів команди, маючи середню результативність на рівні 0,4 голу за гру першості.
У 2007 році уклав контракт з клубом «Нафта», у складі якого провів наступні три роки своєї кар'єри гравця. Граючи у складі «Нафти» також здебільшого виходив на поле в основному складі команди.
Протягом 2010—2011 років захищав кольори команди клубу «Копер».
2011 року приєднався до складу російського клубу «Амкар» . Відіграв за пермську команду 63 матчі в національному чемпіонаті.
2014 року перебрався до польщі, де протягом сезону грав за «П'яст», після чого став гравцем «Ягеллонії».

## Виступи за збірні
Грав у складі юнацької збірної Естонії (3 гри, 1 гол) та молодіжної збірної Естонії (11 матчів, 3 голи).
У 2006 році дебютував в офіційних матчах у складі національної збірної Естонії. Наразі провів у формі головної команди країни 85 матчів, забивши 20 голів.

## Титули і досягнення
- Чемпіон Естонії (7):

«Левадія»: 2004, 2006, 2007
«Флора»: 2019, 2020, 2022, 2023
- Володар Кубка Естонії (4):

«Левадія»: 2003–2004, 2004–2005, 2006–2007
«Флора»: 2019–2020
- Володар Суперкубка Естонії (3):

«Флора»: 2020, 2021, 2024
- Футболіст року в Естонії: 2010, 2011